# バラデューク
『バラデューク』 (Baraduke) は、1985年7月にナムコ（後のバンダイナムコアミューズメント）よりアーケードゲームとして稼働されたアクションシューティングゲーム。海外では『ALIEN SECTOR』の名称で発売された。

## 概要
キャッチフレーズは「ブキミが気持ちいい！」。当時子供向けでライトなイメージが主流だった市場で、大人及びマニア層向けのアプローチを狙った作品である。デザイン面や広告面でもそのイメージは徹底されており、ナムコ内はもとより当時の国内アーケードゲーム市場でも異色のラインナップだった。
家庭用への移植は1997年発売の『ナムコミュージアムVOL.5』までなされなかった。
主人公である「ファイター」は当時は固定の設定が存在しなかったが（呼称としては1P側が「KISSY」、2P側が「TAKKY」と表記されていた）、後にKISSYのみ同社の『ミスタードリラー』に、「トビ・マスヨ」の名前で『ディグダグ』の主人公「ホリ・タイゾウ」の妻として登場。10年以上の歳月を経て正式な主人公設定が加えられた。

## ストーリー
平和種族である「パケット族」のSOSをキャッチした宇宙辺境警備隊。その原因は、地下要塞「バラデューク」を支配する邪悪な生命体「オクティ族」だった。プレイヤーは、宇宙辺境警備隊員の腕利き「ファイター」となり、迫害を受け続けているパケット族を救い出す。

## ゲーム内容

### 基本システム
プレイヤーは、8方向レバーにより主人公を動かし、ボタンで銃（波動ガン）を発射して敵と戦う。これは主人公の向いている方向（左右）にしか撃つ事ができない。
プレイ開始時、主人公のシールド上限は2目盛に設定されている。敵（一部を除く）や弾に触れると減っていき、全てなくなるとストック（残機）を一つ失う。シールド上限が3以上の場合、ストックを失うごとに上限は1つずつ減っていく。フロアをクリアすると、シールドは上限まで全回復する。
シールドによるライフ制ではあるものの、ライフ制のゲームの多くが採用している「ダメージを受けた際の無敵時間」が発生しないので連続ダメージを受けやすい。
波動ガンには反動があり、発射すると主人公はわずかに後退する。また、緩やかではあるが重力が存在し、足場のない空間で静止していると、主人公はゆっくりと下方向に降下する。ただし敵キャラやパケットは、一部の例外を除いて重力を無視して移動する。

### 構成
1ステージは6フロアで構成されており、全8ステージの計48フロアが存在する。
- 第1〜第4フロア - 複数のモンスターが行く手を阻む「オクティ・フロア」。
- 第5フロア - 少数の敵しか出てこないボーナス面「カプセル・フロア」。
- 第6フロア - ボスとの一騎討ちを行なう「グレート・オクティ・フロア」。

フロアにいるオクティを倒すと、カプセルが出現する。カプセルの中にはパケット（後述）、ジュエル（得点）、パワー波動ガン（銃が1段階パワーアップ）、バカン（敵）の4種類のうちどれかが入っている。ただし空っぽの場合や、カプセル自体が出現しない場合もある。
パワーガンは、取ることによって銃を3段階までパワーアップできるが、ダメージを1つ受ける度に1段階ずつパワーダウンしてしまう。パケットを8体持っている状態でカプセルを開けると、中身は必ずパワーガンになる。
フロア内のオクティを全て倒すと、次フロアへの入り口が開く。一部のフロアでは複数の入り口が開き、どちらを選ぶかで次のフロアのスタート地点、ひいては攻略に違いが生じるケースもある。ちなみに高次フロアではオクティが最初に透明化している場合がある。第5フロアにはオクティがいないため、最初から入り口が開いている。

### パケット
次のフロアに進む直前、パケットを所持しているかシールド上限が3目盛以上の場合はボーナスルーレットが行われる。ルーレットには「パケット」「N」「オクティ」の3種類のマスがある。「パケット」に止まるとシールド上限が1つ増加、「N」に止まると何もなし、「オクティ」に止まるとシールド上限が1つ減少する（ただし2目盛まで　3目盛以上の時のみ出現する）。取得しているパケットの数だけパケットマスが増え、（シールド上限－2）×2の数だけオクティマスが増える。ルーレットでシールド上限が上昇した場合、所持パケット数はリセットされ0に戻る。なおフロアクリア時、パケットを1つも所持していない場合でもシールド上限が3目盛以上の場合は「N」「オクティ」の2種類のルーレットを行わなければならない。
パケットを所持してボス戦に臨んだ場合、一定時間ごとにパケットが一匹ずつ特攻して一定時間ボスの動きを止めてくれる。そのため、ボス直前のルーレットでは敢えてシールドを獲得しない、という手もある。特攻は一匹ずつなので、持ちパケットが全て特攻する前にボスを倒せば、残ったパケットは次ステージに持ち越せる。ボス戦の後はルーレットは行なわれず、直ちに次のステージへ進む。
波動ガンでパケットを射殺することもできる。10匹殺すとKISSY、20匹殺すとTAKKYという隠しキャラが出現。どちらも開発スタッフがモデル。出現した隠しキャラに数発撃ち込むとそれぞれ1万点、2万点を得られるが、パケットを射殺する度に所持パケット数が0になるので、シールド上限を増やせなくなる。

### その他
- 特定のステージで特定の敵を倒すと、一度だけランダムで隠しキャラクターが画面上から降ってくる。
- 画面上にいる敵モンスターを倒さずに放っておくと、以降の出現頻度がどんどん上がる。
- エフィラ、ブルースナイパーなど一部の敵はそれ自体に当たり判定がない。
- ゲーム中にBGMは無く、心音のような音が流れている。ダメージを受けライフが少なくなると心拍数が上がったようにテンポが加速する。

## 敵キャラクター

### オクティ族
ブラヌラ
黄土色のクラゲのような外観をもつ、オクティの第1幼生。オクティから放出され、フラフラと漂う。攻撃は体当たりのみ。
スキフラ
朱色のクラゲのような外観をもつ、オクティの第1幼生。オクティから放出され、フラフラと漂う。ブラヌラと異なり、弾を1発吐いてくる。
エフィラ
第1幼生が天井に付着して成長した、第2幼生。薄紫色で、目と口が発生している。真横を向いており、視界側にファイターを察知すると、口から弾を吐いてくる。本体に触れてもダメージを受けないので、背後から近づいて倒すのが安全。
ギリィ・オクティ
一般のオクティとしては最も多く見られる種である。直接的な攻撃力は無く、ブラヌラ・スキフラを放出するのみ。モチーフはパックマンに登場するモンスター。
ウインキー・オクティ
真横を向いている一ツ目のオクティ。エフィラと同じく、視界側にファイターを捉えると1発ずつ弾を吐いてくる。ファイターが倒されて再プレイとなった場合、左右の向きが反転する。
チューイング・オクティ
正面を向いた一ツ目のオクティ。一般のオクティとしては最大の攻撃力を誇り、1度に3発の弾を吐いてくる。
ドロッピング・オクティ
1発ずつ弾を出すほか、伸び縮みして波動ガンを回避する能力を持つオクティ。
シェル・オクティ
ウインキー・オクティに似ているが、強固な外甲殻を背負っており、背後側からの波動ガンを完全に防いでしまう。
フィニー・オクティ
一般オクティの中では最も出現頻度が少ない。1発ずつ弾を撃ってくるが、他に特徴的な能力は無い。
ブルー・ウォーム
フロア6・18・30に出現するイモムシ型のグレート・オクティ。弱点でもある4つの目から無数の弾をばら撒きつつ、ゆっくりと画面左に向かって進撃してくる。
ターニング・アイ
フロア12・24・36・42に出現する球形のグレート・オクティ。身体の中心を真横に貫く眼窩を、巨大な単眼（これが弱点）が往復しており、その度に「毒素」と呼ばれる大型の高速弾を真横に射出。さらに身体の上端と下端からは、通常弾も1発ずつ撃ってくる。本体の移動パターンは、各個体ごとに異なる。
オクティ・キング
フロア48（最終面）に出現するオクティ族の王。口から3発ずつ弾を吐いてくる。目玉に波動ガンを撃ち込むことで一時的に攻撃を封じることは出来るが、それだけでは決して倒せない。

### その他の敵キャラクター
バガン
薄紫色のパックマンのような外観で、カプセルの中から出現する。攻撃は体当たりのみ。重力の影響を受けて斜め下に落下していくので、カプセルは上もしくは横に移動しながら開くのが安全である。2発撃たないと倒せないが、面倒ならスクロール・アウトさせて消してしまうのが手っ取り早い。
モラモラ
青い魚のような外観をしており、画面を真横に突っ切っていく。攻撃は体当たりのみ。速度は高速と低速の2種類がある。
ポリケーター
灰色の毛虫のような外観をしており、突然天井に出現。縦軸上（画面外でも）に主人公が近づくのを察知すると、落下して体当たりを行なう。主人公の向いている側に出現する性質がある。
スクイド
黄緑色のイカのような外観で、画面横から飛来し、主人公が近づくと弾を吐いて高速で逃げ去る。その様は、スミを吐いて逃げ去る本物のイカさながらである。
リープ・バガン
薄紫色の卵のような外観で、名前の通りバガンの卵と言われている。攻撃は体当たりのみだが、動きが高速かつトリッキーである。
テレポ
生物ではなく、オクティのサイコキネシス攻撃の産物。前兆として青色の小さな発光体が出現、しばらくすると弾を転送射出して消え去る。主人公の背後側に出現する性質がある。
マッスル・ブレイン
浮遊するピンク色の肉塊のような外観で、敵キャラの中では最大級の耐久力を誇る。動きは非常に遅く、体当たり以外の攻撃は行なわない。
ケルカリア
動きはモラモラと同じだが、頭部（胴体?）が強固な外甲殻に覆われており、波動ガンを受け付けない。倒すには背後に回りこんで、胴体（尻尾?）を狙い撃つ必要がある。速度は高速のみ。
キョーター
大小2つの薄紫色の球体がつながった、ダンベルのような外観をしている。画面外周付近を、緩やかな弧を描きながら飛び回り、断続的に弾を吐き出す。
バガン・スポアー
画面上から斜め下に向けて高速で飛んでゆく、薄紫色の小さな物体。名前からするとバガンの胞子（spore）のようだが、宇宙から飛来した粒子という設定である。高速かつ当たり判定が小さい。
ブルー・スパーク
大小2つの球体がつながったような外観をした永久パターン防止キャラであり、入り口が開いてしばらくするか、長時間同じフロアで粘っていると現れる。1発撃ち込むと赤色に変わり、2発撃ち込めば消滅するが、非常に高速かつトリッキーな動きをするため、倒すのは困難である。
ブルー・スナイパー
ブルー・スパークと同じ永久パターン防止キャラであるが、フロアによってはかなり早く出現する。オクティに捕らわれて洗脳されたファイターのなれの果てであり、主人公と同じ波動ガンとシールドで武装している。そのため、2発当てないと倒せない。3種類おり、ヘルメットのフェイス部分と体格が大きいものほど強力（特に最強のものは、フェイスの外観から「コアラ」と呼ばれ恐れられている）。
ヤマモ
幽霊のようにおぼろげな、白い顔のような外観をしており、フロア31にのみ登場する。攻撃は体当たりのみだが、リープ・バガンをさらに激しくしたような動きをする。

## 移植作品
X68000版
電波新聞社から『ビデオゲームアンソロジー』として発売。原作にきわめて忠実な移植。
PlayStation版
『ナムコミュージアムVol.5』に収録。
iモード版・ezweb版
それぞれのナムコの携帯ゲームサイトでダウンロード可能。
Wii（バーチャルコンソールアーケード）
2009年10月13日より配信。（※サービス終了につき配信終了）
Xbox 360版
『ナムコミュージアム バーチャルアーケード』に収録。
PlayStation 4版 / Nintendo Switch版（アーケードアーカイブス）
2022年11月10日より配信。「こだわり設定」にて起動画面を表示するかどうか、ゲームスピードの調整、コンティニューの有無を設定可能。また、フロアセレクト機能が付いている。

## 関連作品
- 爆突機銃艇 - 続編として1988年に登場。
- ミスタードリラー - 主人公ホリ・ススムの母親であるトビ・マスヨ（声 - 堀江美都子）が、かつて本作の主人公だったという設定が加えられている（愛称が、酔うとキス魔になるためKISSY）。
- NAMCO x CAPCOM - 主人公がトビ・マスヨ（声 - 水谷優子）として登場。またオクティの何種類かが敵として、ブルー・ウォームが背景として登場する。
- テイルズ オブ エクシリア2 - 主要キャラクターのエルが背負っているカバンのデザインがパケットで、そのカバンに主人公がマスコットとしてぶら下がっている。